# Winkel (Francja)
Winkel – miejscowość i gmina we Francji, w regionie Grand Est, w departamencie Górny Ren.
Według danych na rok 1990 gminę zamieszkiwało 331 osób, a gęstość zaludnienia wynosiła 42 osób/km² (wśród 903 gmin Alzacji Winkel plasuje się na 573. miejscu pod względem liczby ludności, natomiast pod względem powierzchni na miejscu 328.).